# Сордйыв
 Сордйыв  — деревня в Усть-Куломском районе Республики Коми. Входит в сельское поселение Помоздино. 

## География
Расположена на речке Помос (правый приток Вычегды), на расстоянии примерно 57 км по прямой от районного центра села Усть-Кулом на север-северо-восток, в 3 км от села Помоздино.  

## История
Известна с 1843  года. В 1859 году отмечалась как Сорд-Ивская (Сорд-Ыв).

## Население
Постоянное население  составляло 145 человек (коми 95%) в 2002 году, 124 в 2010 .